# L'eccezione Tour
L'eccezione Tour è la settima tournée della cantautrice catanese Carmen Consoli, partita da Pescara il 20 giugno 2003.
Il tour ripercorre il successo dell'European Club Tour e continua la promozione del disco L'eccezione. Durante questo tour la cantautrice suonò allo Stadio Olimpico di Roma, prima cantante donna italiana a farlo.

## Date italiane
- 20 giugno 2003 - Pescara
- 23 giugno 2003 - Perugia
- 24 giugno 2003 - Bologna
- 25 giugno 2003 - Roma
- 27 giugno 2003 - Milano
- 28 giugno 2003 - Brescia
- 30 giugno 2003 - Pistoia
- 3 luglio 2003 - Genova
- 5 luglio 2003 - Stra (VE)
- 8 luglio 2003 - Trento
- 10 luglio 2003 - Torino
- 11 luglio 2003 - Mantova
- 12 luglio 2003 - Pordenone
- 17 luglio 2003 - Matera
- 19 luglio 2003 - Civitanova Marche (MC)
- 25 luglio 2003 - Napoli
- 26 luglio 2003 - Catania
- 27 luglio 2003 - Palermo
- 1º agosto 2003 - Foggia
- 2 agosto 2003 - Barletta
- 3 agosto 2003 - Lecce
- 7 agosto 2003 - Orbetello (GR)
- 9 agosto 2003 - Rimini
- 10 agosto 2003 - Cupello (CH)
- 12 agosto 2003 - Cagliari
- 13 agosto 2003 - Olbia
- 14 agosto 2003 - Alghero
- 17 agosto 2003 - Villapiana (CS)
- 18 agosto 2003 - Catanzaro
- 3 settembre 2003 - Benevento
- 5 settembre 2003 - Reggio Emilia
- 6 settembre 2003 - Verona
- 12 settembre 2003 - Pisa

## La scaletta
1. Masino
2. Fiori d'arancio
3. Matilde odiava i gatti
4. Venere
5. Bambina impertinente
6. L'ultimo bacio
7. Parole di burro
8. Besame giuda
9. Fino all'ultimo
10. My funny Valentine
11. L'eccezione
12. Stato di necessità
13. Pioggia d'aprile
14. Nel blu dipinto di blu
15. Per niente stanca
16. Sentivo l'odore
17. Eco di sirene
18. Contessa miseria
19. Moderato in re minore
20. Mulini a vento
21. Uva acerba
22. In bianco e nero
23. Geisha

## Band
| Strumento                                   | Nome Musicista     |
| ------------------------------------------- | ------------------ |
| voce, chitarra acustica, chitarra elettrica | Carmen Consoli     |
| chitarra elettrica, mandolino,              | Massimo Roccaforte |
| chitarra acustica, chitarra elettrica       | Santi Pulvirenti   |
| basso                                       | Leandro Misuriello |
| batteria, percussioni                       | Puccio Panettieri  |
| tastiere                                    | Clemente Ferrari   |